# 武装共産党
武装共産党（ぶそうきょうさんとう）とは、戦前の非合法政党時代の日本共産党史において、特に1929年（昭和4年）7月から翌1930年7月までの間、武装闘争方針が採られていた時期の共産党を指す通称・俗称である（したがって公式の名称ではなく、現在の日本共産党は党史記述においてこの呼称を採用していない）。
中央委員は、田中清玄、佐野博、前納善四郎。

## 概要
四・一六事件後、第2次共産党の幹部が根こそぎ逮捕されてしまったため、1929年7月、田中清玄が23歳の若さで、日本共産党の中央委員長になる。そして、佐野博、前納善四郎らと党の再建運動にあたることになる。翌1930年5月に田中が逮捕されるまで、彼らが指導した時代の共産党は武装共産党と呼ばれる。モスクワのコミンテルンの指示に基づき、党員に武装して公然活動し、場合によっては、警官を殺傷することも辞すなと命じていたからである。その結果、数々の官憲との衝突事件を起し、1930年5月には、武装メーデー事件を起こす。

## 経緯

### 「四・一六」以後の党再建
1929年の四・一六事件により、三・一五事件で検挙を免れていた日本共産党（第二次共産党）の地下党員が多数検挙・起訴され、特に佐野学・鍋山貞親・三田村四郎・市川正一ら、1926年第三回党大会で党が再建されて以来の経験豊かな幹部のほとんどが弾圧により獄中に奪われることになった。
このため1929年7月には、学生（新人会）出身の田中清玄が中央委員長に選ばれ、佐野博、前納善四郎らとともに党組織の再建にあたることとなった。田中らは日本共産党技術部（テク）をつくることに決め、また早急にコミンテルンとの連絡を回復しようと努力し、佐野の覚えていた上海のアドレスに手紙を送った。返書が来たものの彼らはこれを怪しいとにらんでおり、実際返事をしたのは警視庁の特高であったとされる。田中らはついにコミンテルンと連絡を取れぬまま、活動を続ける決意をしなければならなかったが、それはまず、活動資金を自らの手で獲得しなければならぬことを意味した。すなわちテクが活動を開始し、まずは文化人と学生から半年間で1万円以上のカンパを集めた。この時共産党に寄付した人物の中には山田盛太郎、三木清、河上肇、林房雄、大宅壮一がおり、当時、左派の代表であった共産党に寄付をする文化人は少なくなかった。党中央部は当局の厳しい監視の眼をくぐって各地を転々と逃げ回りながら、それでもついにソ連大使館を通じてコミンテルンとの連絡を回復した。この結果、1930年にはクートベなどへの留学生がつぎつぎに帰国し、日本からもプロフィンテルン第5回大会に紺野与次郎らを送り出した。

### 「党の武装化」方針による軋轢
1930年1月、佐野らは和歌浦近くの別荘で拡大中央委員会を開き、警察当局による「白色テロ」に対抗するための「党の武装化」、すなわち武装して自衛しながら大衆の前で公然活動するという方針を採択した。この方針は、コミンテルン第6回大会における「合法無産政党有害論」や「社会ファシズム論」に影響され、「革命近し」という誤った情勢判断に基づいて採択された、大衆運動を軽視する極左的冒険戦術であった。これにより合法左翼組織の存在は否定されて非合法組織である共産党およびその系列団体に吸収されることとなり、例えば当時最大の学生運動団体であった新人会も、「戦闘的解体」と称して非合法の日本共産青年同盟に吸収された。共産党は第2回普選をめざしてビラまき活動を行ったが、しばしばピストルなどの武器使用による警察官の死亡傷害事件が起こっている。2月には関西の組織が摘発されたが、別荘に潜んでいた佐野と田中は間一髪逃走して、シンパを伝って東京に戻った。ここでも中本たか子、片岡鉄兵、広津和郎、生田春月、横光利一、今東光、大宅壮一、宇都宮徳馬などのシンパが彼らを匿っている。4月、佐野がピストルを発射したため逮捕されて、田中1人が幹部として残った。
共産党の方針に基づき、同党の支持組織である日本労働組合全国協議会（全協）は労働争議・デモ行進における「武装」を実行し、1930年4月には東京市電争議での「武装行動」、同年5月1日には川崎武装メーデー事件を起こしたが労働者の支持を得ることができず、逆に大衆からの反発を買う結果となった。このような事態を憂慮した全協の活動家の神山茂夫・佐藤秀一らは6月に「全協刷新同盟」を結成、共産党から押しつけられた極左路線を拒否するなど、全協内部での分派闘争が激化した。

### 「解党派」の分裂
同時期、獄中にあった三・一五、四・一六両事件の被告の中から、コミンテルンの方針押しつけとそれに対する盲従から脱却して、共産党はいったん解党して出直すべきだとするグループが出現した。このグループは水野成夫が1929年5月、獄中で出した意見書「日本共産党脱党に際して党員諸君に」を端緒に形成され、浅野晃、門屋博、南喜一、田中稔男、河合悦三、是枝恭二ら福本イズムの影響を受けていた幹部たちが結集した。1930年に保釈された彼らは同年6月頃「日本共産党労働者派」（いわゆる解党派）を結成してコミンテルンとの関係断絶と君主制廃止スローガンの放棄を掲げた。田中らは解党派の結成を反党行為とみなし彼らの除名を決議した。

### 「武装共産党」壊滅と「非常時共産党」への移行
しかし「武装共産党」の冒険的活動方針は長続きするはずもなく、1930年7月、田中委員長が検挙された（7・15事件）ことで党中央部は再び壊滅した。また8月のプロフィンテルン第5回大会決議で共産党の武装方針は厳しく批判された（これにより刷新同盟は所定の目的を達したとして自主的に解散、全協に復帰した）。これ以後、共産党は「非常時共産党」時代へと移行し、党中央と組織の再建はモスクワ（クートヴェ）帰りの活動家たちに委ねられることになった。

## 行動隊
日本共産党行動隊は、共産党が街頭宣伝をする際、当局の取り締まりを阻止するために編成した防衛部隊である。
1930年1月の拡大中央委員会で決定された。3人1組で一つの単位をなし、2人が行動し1人が見張り役をした。警察官などに見つかったら殺傷するものとされ、各地で警察官殺傷事件が多発した。その武器は日本共産党技術部が調達した。
武器はピストル、短刀、ナイフ、鉄棒、棍棒、竹槍（メーデーノ暴動ノ際）、仕込刀、鑢、目潰灰、などであった。田中清玄によると、機関銃もあり、拳銃はコミンテルン極東ビューロー経由で密輸した、コルト、ロイヤル、モーゼルなど、100丁以上あったという。